# Helicopsyche martynovi
Helicopsyche martynovi är en nattsländeart som beskrevs av Martin E. Mosely 1939. Helicopsyche martynovi ingår i släktet Helicopsyche och familjen Helicopsychidae. Inga underarter finns listade i Catalogue of Life.